# Noorpur
Noorpur es  una ciudad y municipio situado en el distrito de Bijnor en el estado de Uttar Pradesh (India). Su población es de 38806 habitantes (2011). 

## Demografía
Según el  censo de 2011 la población de Noorpur era de 38806 habitantes, de los cuales 20044 eran hombres y 18762 eran mujeres. Noorpur tiene una tasa media de alfabetización del 75,40%, superior a la media estatal del 67,68%: la alfabetización masculina es del 82,32%, y la alfabetización femenina del 68,06%.